# Shelton, Connecticut
Shelton, Connecticut là một thành phố thuộc quận quận trong tiểu bang Connecticut, Hoa Kỳ. Thành phố có tổng diện tích km², trong đó diện tích đất là km². Theo điều tra dân số Hoa Kỳ năm 2010, thành phố có dân số người.